# Reiner Scholl
Reiner Scholl, född den 31 maj 1961 i Troisdorf-Sieglar, Tyskland, är en västtysk kanotist.
Han tog bland annat VM-guld i K-2 500 meter i samband med sprintvärldsmästerskapen i kanotsport 1986 i Montréal.